# いままでのあらすじ
「いままでのあらすじ」は、2009年4月22日にLantisから発売されたシングル。

## 概要
表題曲「いままでのあらすじ」とカップリングの「あとがきのようなもの」は、YouTubeアニメ『涼宮ハルヒちゃんの憂鬱』のオープニングテーマとエンディングテーマとして使用された。歌は、同作品でメインキャラクターを担当している平野綾、杉田智和、後藤邑子、茅原実里、小野大輔の5人。
これまで平野・後藤・茅原の3人ユニットの楽曲は複数発表されているが、SOS団の5人が同じ楽曲を同時に歌うのは初めて。なお中盤で全員一斉に喋り出すくだりがあるが、5人同時に喋っているためにすべて聞き取るのは聖徳太子でもない限りまず不可能である。
ジャケットは『涼宮ハルヒちゃんの憂鬱』キャラクターデザイン西屋太志書き下ろし。同日に同じく『にょろーん☆ちゅるやさん』のイメージCD『乳から生まれた大先輩』も発売された。

## 収録曲
（全作詞：畑亜貴、作曲・編曲：神前暁）
1. いままでのあらすじ [3:50]
  - YouTubeアニメ『涼宮ハルヒちゃんの憂鬱』オープニングテーマ
2. あとがきのようなもの [3:58]
  - YouTubeアニメ『涼宮ハルヒちゃんの憂鬱』エンディングテーマ
3. いままでのあらすじ（off vocal）
4. あとがきのようなもの（off vocal）